# Evgenij Mochorev
Evgenij Mochorev (Leningrado, 13 aprile 1967) è un fotografo russo.

## Biografia
È diventato fotografo professionista nel 1986. Due anni dopo entra a far parte del noto club fotografico "Zerkalo" o "Mirror" dove ha conosciuto Alexey Titarenko e altri fotografi che lo hanno influenzato.
Ha partecipato a più di 40 eventi, sia in Russia che all'estero, tra cui il Ballet Royal: Arithmetic of the Ideal, una collaborazione tra Mokhorev e il Balletto Mariinskij,
Le sue fotografie, scattate sempre in bianco e nero, ritraggono spesso soggetti nudi in pose artistiche.